# Waigeum utyi
Waigeum utyi är en fjärilsart som beskrevs av Bethune-Baker 1913. Waigeum utyi ingår i släktet Waigeum och familjen juvelvingar. Inga underarter finns listade i Catalogue of Life.